# Půlnoční myš
Půlnoční myš je „studiové“ album české undergroundové hudební skupiny The Plastic People of the Universe, poprvé vydané v roce 1987 ve Velké Británii a v roce 2001 v Česku.

## Seznam skladeb
1. Půlnoční myš
2. Ruka (a) + Co zde sním a co zde vypiju (b)
3. Mladý holky
4. Leze
5. Podvlíkačky
6. Vrátí se
7. Podél zdi a doleva
8. Z kouta do kouta
9. Zpívá

Jako desátá položka je na nahrávce uvedena instrumentální scénická hudba ke hře Pokoušení.

### Autoři skladeb
- Hudba: Milan Hlavsa
- Texty: Christian Morgenstern-přeložil Josef Hiršal (1, 5), Ivan Wernisch (2a, 7), Karel Hynek Mácha (2b), Egon Bondy (3), Milan Nápravník (4, 6, 8, 9)

## Sestava
- Milan Hlavsa – baskytara (1-10), zpěv (1-5, 7-8), sbor (6, 9)
- Josef Janíček – syntezátor Korg (1-10), zpěv (1, 3, 6, 7, 9), sbor (5)
- Jiří Kabeš – viola (1-10), sbor (5, 6, 9)
- Jan Brabec – bicí (1-9), xylofon (9), sbor (5, 6, 9), bicí automat (10)
- Ladislav Leština – housle (1-10)
- Václav Stádník – flétna (1, 5-7, 9), basklarinet (2-5, 8, 9)
- Petr Placák – klarinet (1-9)
- Vladimír Dědek – pozoun (2-8, 10)
- Jan Macháček – kytara (1, 4-10)
- Tomáš Schilla – violoncello (10)

## Nahráno
- Březen a říjen 1985, byt Antonína Pěničky, Praha-Michle a dům Vladimíra Dědka, Týnec nad Sázavou (1-9)
- Leden 1986, dům rodičů Jana Brabce, Praha-Zbraslav (10)
- Zvuk: Robin Hájek